# Institut de la Cinematografia i de les Arts Audiovisuals
L'Institut de la Cinematografia i de les Arts Audiovisuals (ICAA) és un Organisme Autònom Públic de l'Administració General de l'Estat espanyol, encarregat de gestionar les competències de l'Estat en matèria de cinematografia. L'ICAA es va crear en 1985 mitjançant Reial decret 565/1985, de 24 d'abril, assumint les funcions que fins al moment exercia la Direcció general de Cinematografia i està adscrit al Ministeri de Cultura i Esport.

## Finalitats
Segons el Reial decret 7/1997, de 10 de gener, d'estructura orgànica i funcions de l'Institut de la Cinematografia i de les Arts Audiovisuals, les seves finalitats són:
- Desenvolupar la creació, incrementar la producció i afavorir la distribució de produccions espanyoles.
- Aconseguir una proporció acceptable de mercat interior que permeti el manteniment de tot el conjunt industrial del cinema espanyol.
- Millorar el grau de competència de les empreses i incentivar l'aplicació de noves tecnologies.
- La projecció exterior de la cinematografia i de les arts audiovisuals espanyoles.
- La salvaguarda i difusió del patrimoni cinematogràfic espanyol.
- Fomentar la comunicació cultural entre les Comunitats Autònomes en matèria de cinematografia i arts audiovisuals.

## Funcions
- El foment, promoció i ordenació de les activitats cinematogràfiques i audiovisuals espanyoles en els seus tres aspectes de producció, distribució i exhibició.
- La promoció de la cinematografia i de les arts audiovisuals espanyoles.
- La recuperació, restauració, conservació, recerca i difusió del patrimoni cinematogràfic.
- La cooperació en la formació de professionals en les diferents especialitats cinematogràfiques.
- Les relacions amb organismes i institucions internacionals i estrangers de finalitats similars.
- La cooperació amb les Comunitats Autònomes en matèria de cinematografia i arts audiovisuals, d'acord amb aquelles.

## Llista de directors generals
- Beatriz Navas Valdés (2018-)[4]
- Óscar Graefenhain de Codes (2016-2018)[5]
- Lorena González Olivares (2014-2016)[6]
- Susana de la Sierra Morón (2012-2014)
- Carlos Cuadros Soto (2010-2012)
- Ignasi Guardans i Cambó (2009-2010)
- Fernando Lara Pérez (2004-2009)
- Manuel Pérez Estremera (2004)
- José María Otero Timón (1996-2004)
- Enrique Balmaseda Arias-Dávila (1994-1996)
- Juan Miguel Lamet Martínez (1992-1994)
- Enrique Balmaseda Arias-Dávila (1990-1991)
- Miguel Marías Franco (1988-1990)
- Fernando Méndez-Leite Serrano (1986-1988)